# Százhalombatta
Százhalombatta est une ville et une commune du comitat de Pest en Hongrie.

## Jumelages
La ville de Százhalombatta est jumelée avec :
- Sovata (Roumanie)
- Sannazzaro de' Burgondi (Italie)
- Brzesko (Pologne)